# Megafortress
Megafortress est un jeu vidéo de simulation de combat aérien publié par Three-Sixty Pacific en 1991 sur IBM PC. Le joueur y commande un bombardier Boeing B-52 Stratofortress lors de missions d’entrainement aux États-Unis puis en URSS et en Irak lors de l’opération Bouclier du désert.
Le jeu bénéficie de deux extensions, dont Megafortress Mission Disk Two – Operation SkyMaster.

## Accueil
| Megafortress |      |       |
| Média        | Pays | Notes |
| Gen4         | FR   | 87 %  |
| Joystick     | FR   | 90 %  |
| Tilt         | FR   | 18/20 |